# Jølster

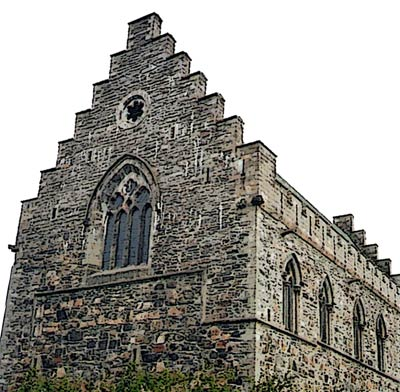
Audunborg.

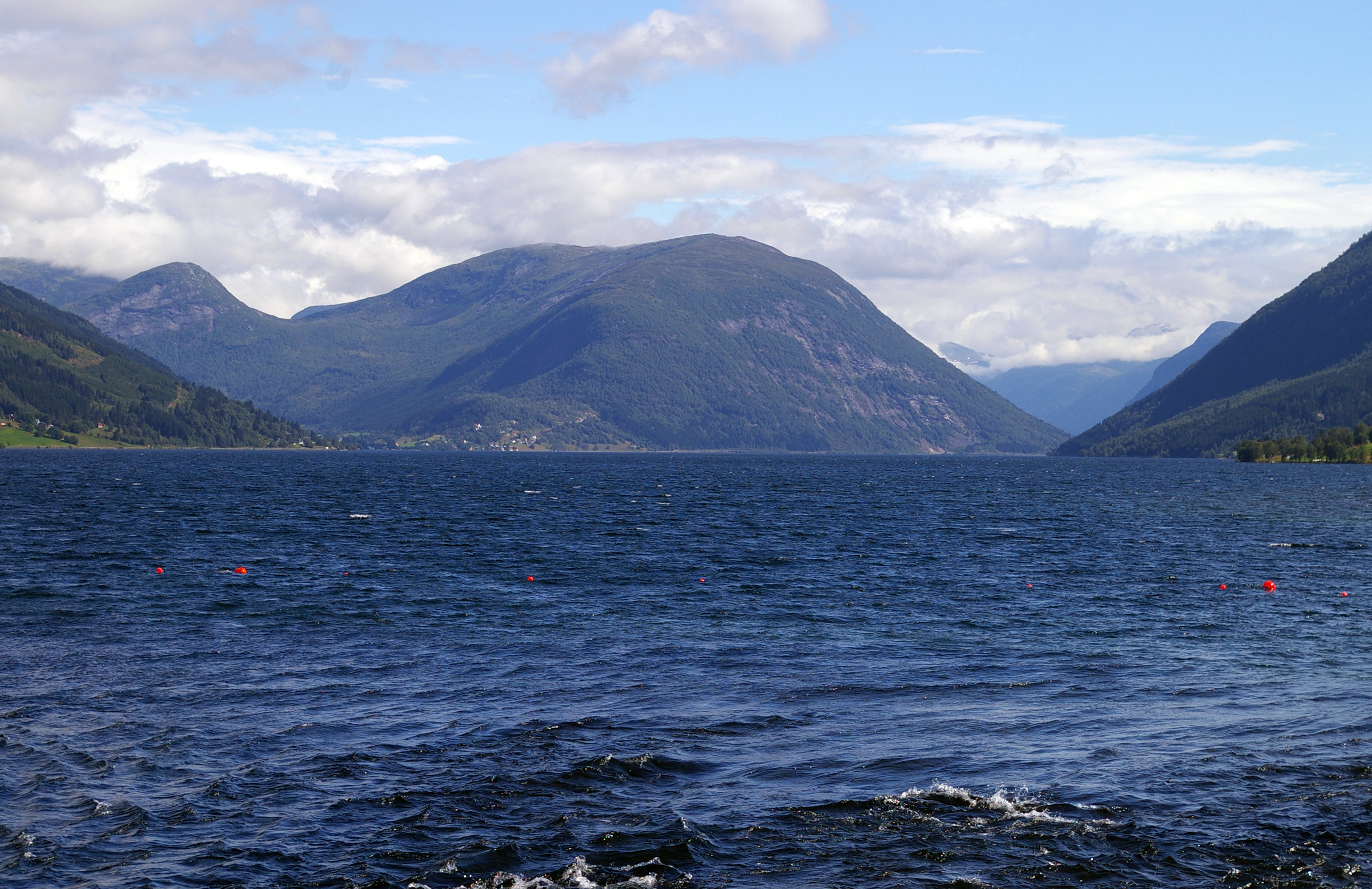
Jølstravatn.

Jølster es un municipio en el condado de Sogn og Fjordane, Noruega. Se localiza en el distrito tradicional de Sunnfjord y cuenta con una población de 3026 habitantes según el censo de 2015. Su centro administrativo es el pueblo de Skei.
Jølster se encuentra en el centro del condado de Sogn og Fjordane y se le conoce por sus ricas tradiciones culturales sobre oficios caseros, música popular, canciones, baile y artes creativas. La agricultura es la mayor industria y también la más importante. Los principales puntos de interés es el paisaje en su conjunto, con fácil acceso los glaciares. Jølster es donde se encuentra parte del mayor glaciar de la Europa continental (el Jostedal) así como un lago verde denominado Jølstravatn. La trucha que se pesca en Jølstravatn es de renombre por toda Noruega y alrededores. 

## Información general

### Nombre
El nombre de Jølster tiene su origen en el nórdigo antiguo jolmster, una palabra que describe el ruido y estruendo del río Jølstra que discurre por las partes bajas de la municipalidad.

### Escudo de armas
El escudo de armas es de tiempos modernos. Fue concedido el 22 de julio de 1983. El escudo proviene del de Audun Hugleiksson de Hegranes en la presente municipalidad, que murió en 1302. Fue un noble de la Edad Media que vivió en Jølster y construyó Audunborg, uno de los dos castillos de piedra privados en Noruega. En sus sellos usaba un escudo con una rosa rodeada con un bordado de flor de lis. El escudo de Jølster proviene de este bordado.

### Antecedentes
Jølster fue establecida como municipalidad el 1 de enero de 1838. La municipalidad original era idéntica a la parroquia (prestegjeld) de Jølster con las subparroquias (sokn) de Ålhus y Helgheim.
El 1 de enero de 1964, el área agrícola de Førde en Breim (población: 38) fue transferida a Jølster.

### Iglesias
La Iglesia de Noruega tiene tres iglesias dentro de las municipalidades de Jølster. Forma parte de la diócesis de Bjørgvin y de la diócesis rural Deanery (Prosti) de Sunnfjord.
| Parroquia (Prestegjeld) | Sub-parroquia (Sokn) | Nombre de la iglesia                  | Año de construcción | Localización de la iglesia |
| ----------------------- | -------------------- | ------------------------------------- | ------------------- | -------------------------- |
| Parroquia Jølster       | Helgheim             | Iglesia de Helgheim Helgheim kyrkje   | 1877                | Helgheim                   |
| Parroquia Jølster       | Ålhus                | Iglesia de Vassenden Vassenden kyrkje | 2002                | Vassenden                  |
| Parroquia Jølster       | Ålhus                | Iglesia de Ålhus Ålhus kyrkje         | 1795                | Ålhus                      |

## Gobierno
Todas las municipalidades en Noruega, incluyendo Jølster, son responsables de la educación primaria (a través de 10 cursos), servicios médicos a pacientes externos, servicios a para personas mayores, desempleo y otros serivicos sociales, división de zonas, desarrollo económico y carretera municipales. La municipalidad está gobernada por un concejo municipal de representantes electos, los cuales eligen a un alcalde.

### Concejo municipal
El concejo municipal (Kommunestyre) de Jølster se compone de 25 representantes que son elegidos cada cuatro años. Entre 2007–2011, la distribución es la siguiente:

### Alcalde
El alcalde (ordførar) de una municipalidad en Noruega es un representante del partido mayoritario del concejo municipal que es elegido para gobernar el concejo. Gerd Dvergsdal del Partido Centrista (Senterpartiet) fue investido alcalde para el periodo 2007-2011.

## Geografía
El lago Jølstravatn divide la municipalidad en dos centros semi-creados de población al final de cada uno: Skei en el extremo oriental del lago y Vassenden (en español: el fin-del-agua) en el extremo occidental, donde nace el río Jølstra. El lago Breimsvatn también se localiza parcialmente en Jølster.
Jølster limita al norte con las municipalidades de Stryn y Gloppen, al este con Luster, al sureste con Sogndal y al suroeste y al oeste con Førde.

## Economía
El turismo es uno de los principales ingresos de Jølster, habiendo hoteles, campins y cierto número de instalaciones para turistas en cada centro de la municipalidad. Además del turismo, la agricultura y la construcción son las actividades más importantes.

## Lugares de interés

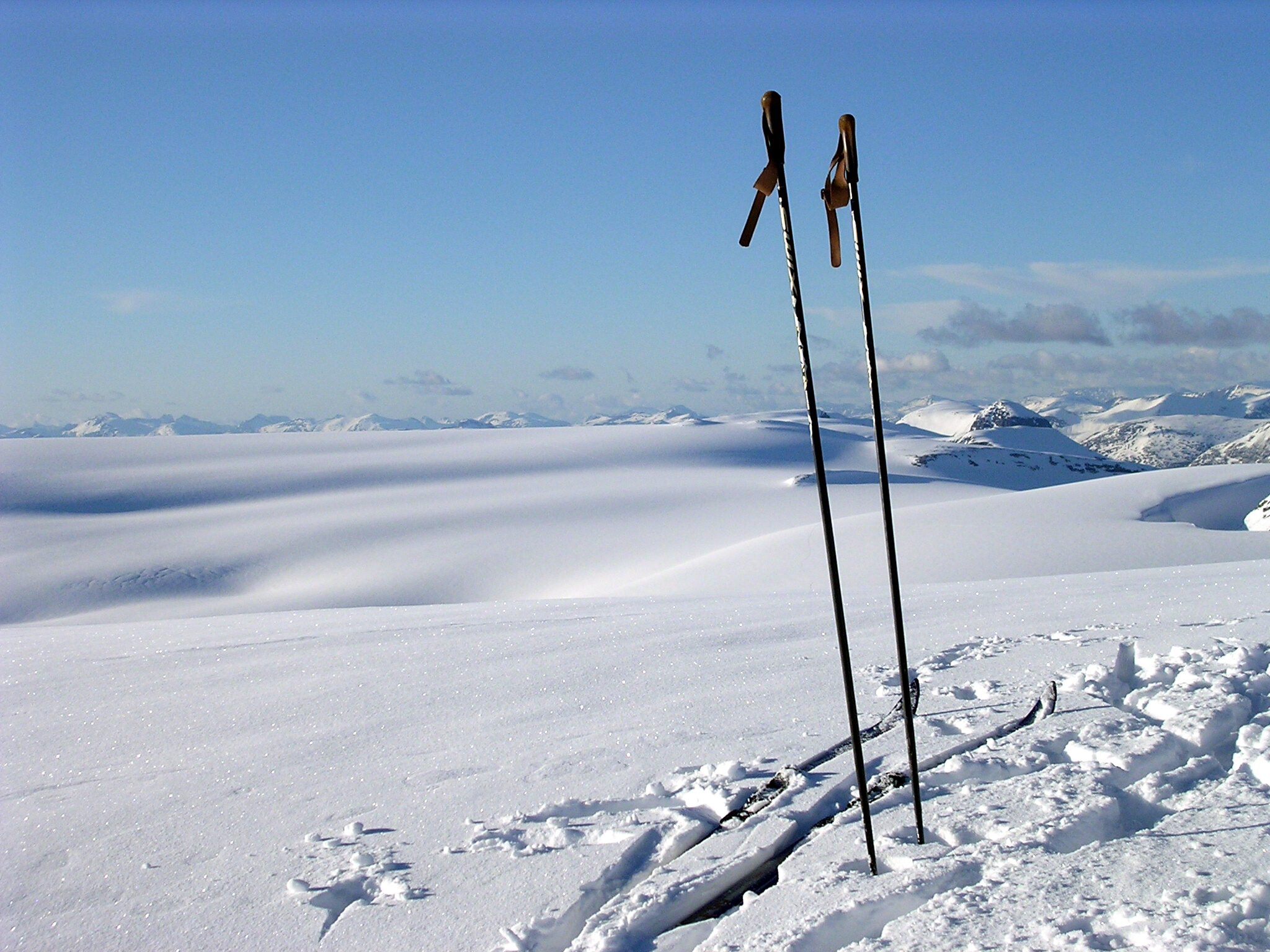
Vista desde Snønipa hacia el norte.

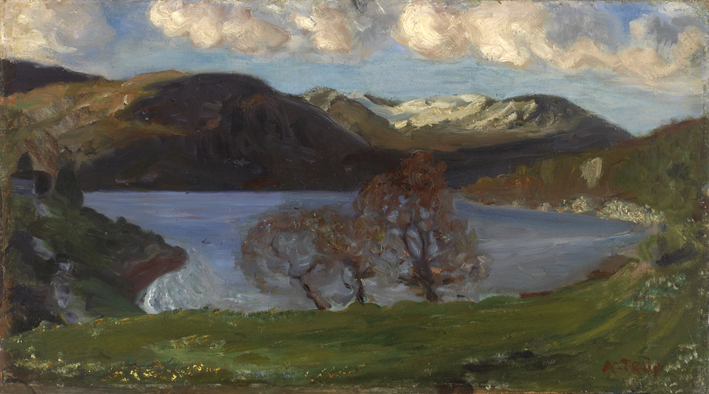
Cuadro de Nikolai Astrup.

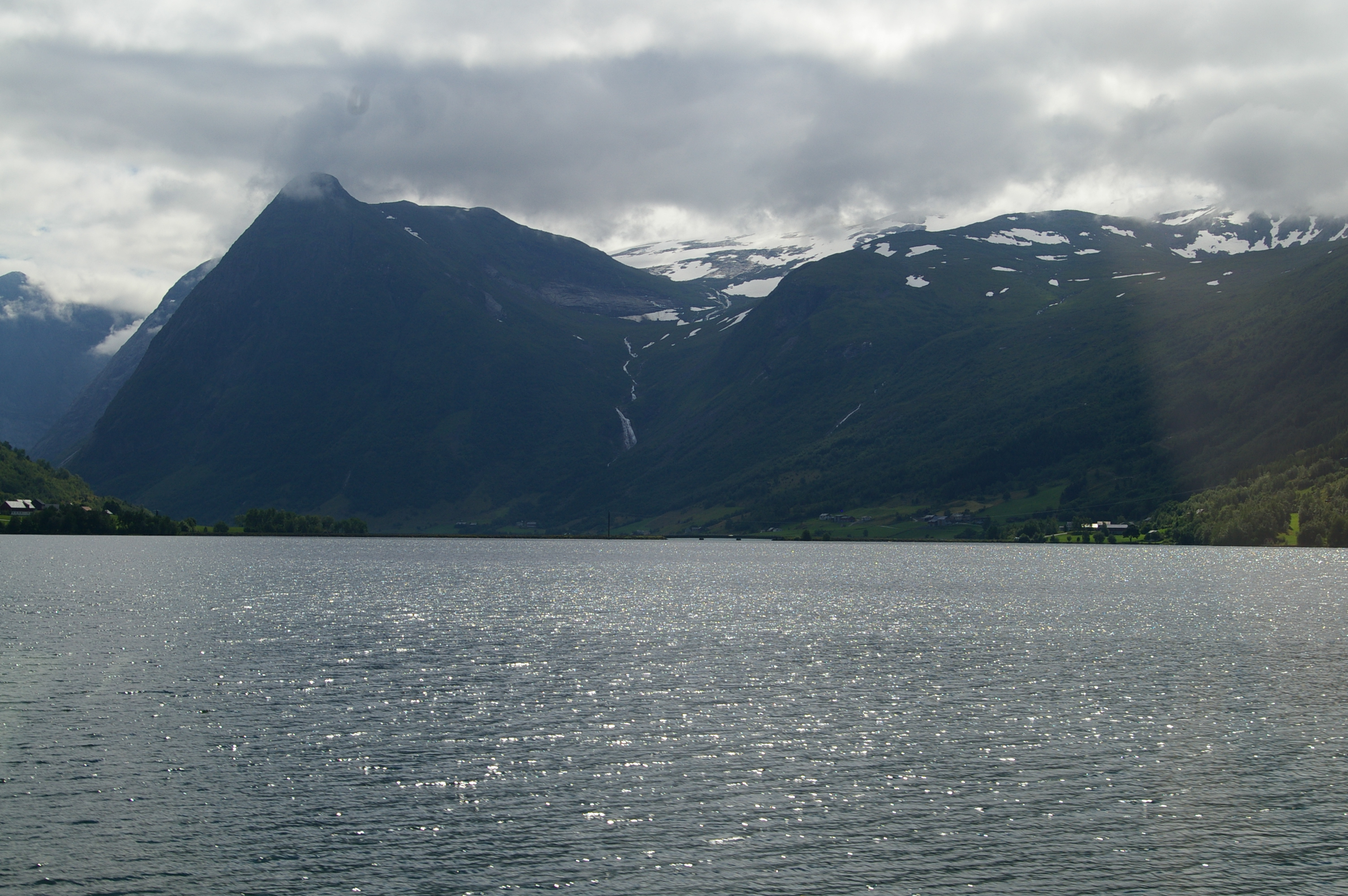
Jølstervatn.

### Astruptunet
Astruptunet fue el hogar del pintor Nikolai Astrup (1880-1928) durante sus últimos catorce años de vida. La granja Astrup (Astruptunet) fue el hogar y la pequeña granja del artista, pero hoy en día es museo y galería de arte, conservado como se encontraba en los tiempos de Astrup, recostado entre las cuestas escarpadas aunque fértiles de Jølstravatn. El granero fue derribado y reconstruido como galería, pero en el mismo estilo que el antiguo. La galería alberga exposiciones permanentes de la obra de Astrup, como cuadros, ilustraciones, grabados sobre madera platea y bosquejos. La mayoría de sus escenas han sido tomadas de Jølster y Nikolai Astrup ha permanecido desde entonces como uno de los principales artistas nacionales de Noruega.

### Galería Eikaas
Otro famoso pintor noruego y artista gráfico (Ludvig Eikaas también está enormemente unido a Jølster. El artista creció en Jølster, pero luego se trasladdó a Oslo. Es, entre otras cosas, famoso por su arte no-figurativo y retratots/auto-retratos.
La Galería Eikaas fue originalmente un antiguo establo en Ålhus, el cual fue comprado por la municipalidad de Jølster y convertida en una moderna galería de arte. La colección contiene sobre unas 300 obras de arte de Ludvig Eikaas. Desde la inauguración de la galería Eikaas en 1994, muchos turistas se han parado para disfrutar de la "locura humorística" y otras variedades del arte de Ludvig Eikaas.

### Museo de Jølstra
El museo de Jølstra es un pueblo verde privado con muchos edificios originales de Jølstra y una colección de alrededor de 3.000 artefactos. También hay exposiciones de cuadros de Ludvig Eikaas y Oddvar Torsheim y de los textiles de Jølster.

### Centro de esquí aplino de Jølster
Jølster ofrece varias alternativas para los entusiastas del esquí. El cetnro de esquí alpino de Jølster se encuentra en Vassenden. Se puede disfrutar de las cuestas o se puede subir a la cima y esquiar por el valle. Hay senderos de esquí guiados en Årdal y en Dvergsdalen. Jølster también posee muchas montañas suaves y bonitas justo para amantes del telemark.